# Amerikanis
Die Amerikanis war ein 1952 in Dienst gestelltes Kreuzfahrtschiff der griechischen Reederei Chandris. Es wurde gebaut als Linienpassagierschiff unter dem Namen Kenya Castle und war als solches bis 1967 für die britische Union-Castle Line zwischen London und Afrika im Einsatz. Nach der Ausmusterung durch Union-Castle erfolgte der Verkauf an Chandris sowie der Umbau zum Kreuzfahrtschiff, der 1968 abgeschlossen war. In den folgenden 28 Jahren kam die Amerikanis weltweit zum Einsatz. Zwischen 1980 und 1984 wurde sie unter Charter von der italienischen Reederei Costa Crociere betrieben.
Die Amerikanis blieb bis Oktober 1996 im Dienst und lag anschließend fünf Jahre lang betätigungslos im griechischen Eleusis. 2001 erfolgte der Abbruch des fast fünfzig Jahre alten Schiffes im indischen Alang. Die Amerikanis war eines der letzten noch existierenden Schiffe der Union-Castle Line.

## Planung und Bau
Die Kenya Castle entstand als zweites von insgesamt drei Schwesterschiffen bei Harland & Wolff in Belfast und lief am 21. Juni 1951 unter der Baunummer 1432 vom Stapel. Die Ablieferung an die Union-Castle Line erfolgte am 16. Februar 1952. Der Name des Neubaus bezog sich auf das ostafrikanische Kenia, während der Namenszusatz Castle Bestandteil und Erkennungszeichen jedes Schiffes der Reederei war. Die Baukosten der Kenya Castle und ihrer Schwesterschiffe beliefen sich auf etwa je 1,1 Millionen Pfund.
Die Kenya Castle konnte bis zu 530 Passagiere befördern, die zunächst in Klassen geteilt waren, ehe die Klassenteilung nach einem Umbau Anfang der 1960er Jahre entfiel. Zudem verfügte sie über große Laderäume zum Transport von Stückgut und Kühlwaren.

## Dienstzeit

### Union-Castle Line

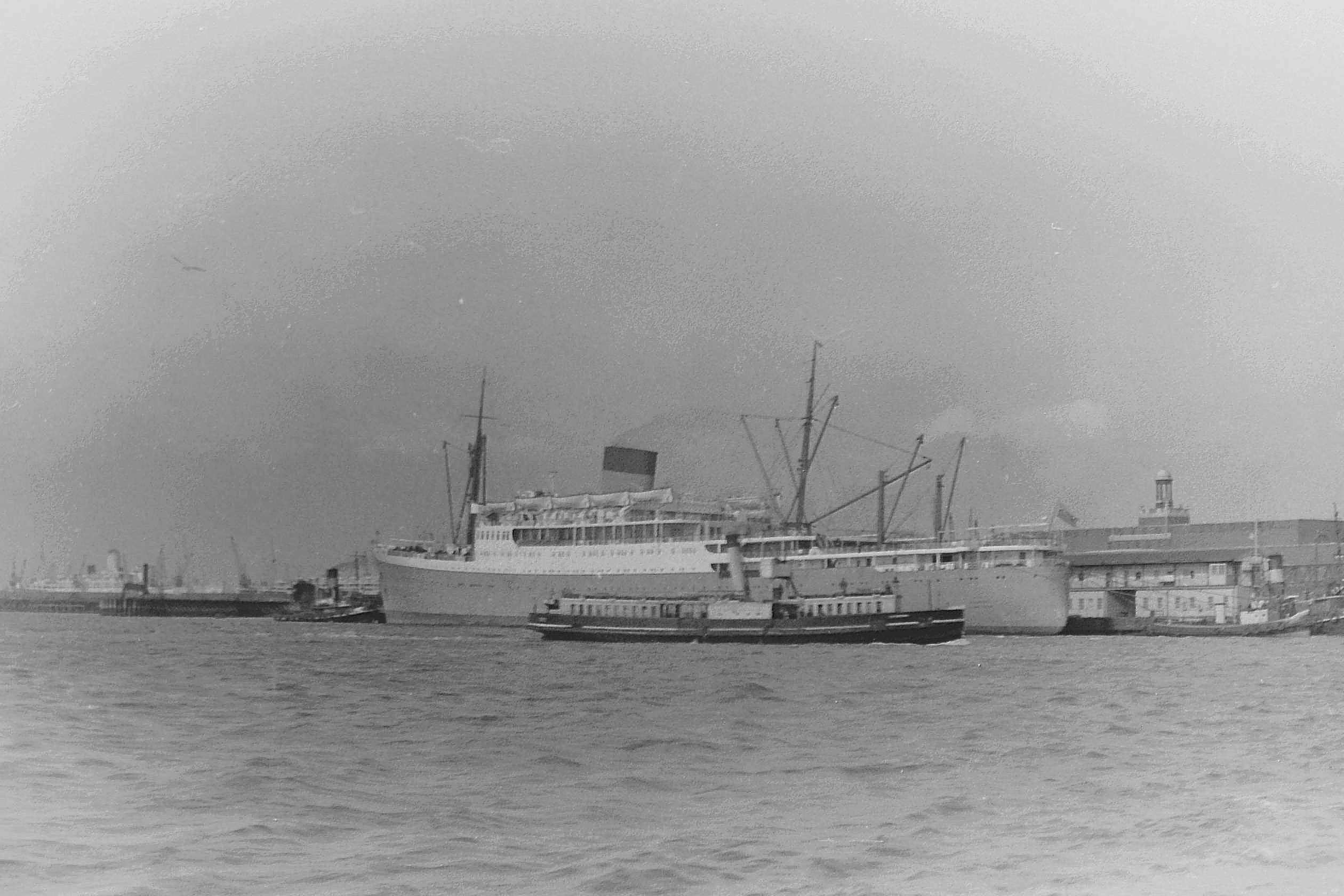
Die Kenya Castle in Tilbury, 1954

Die Kenya Castle wurde im April 1952 in Dienst gestellt und bediente fortan gemeinsam mit ihren Schwesterschiffen den Liniendienst von London zur Westküste Afrikas, wo sie verschiedene Häfen in mehreren Ländern anlief. Anfang der 1960er wechselte sie ihre Strecke und fuhr nun Afrikas Ostküste entlang.
Insgesamt blieb die Kenya Castle 15 Jahre lang im Afrika-Liniendienst, bis sie am 22. April 1967 ausgemustert und in Essex aufgelegt wurde. Der Liniendienst nach Südafrika war zu diesem Zeitpunkt aufgrund des immer stärker aufkommenden und günstiger werdenden Flugverkehrs unwirtschaftlich geworden.
Ihre Schwesterschiffe wurden nicht mehr für den weiteren Dienst, sondern nach einer relativ kurzen Lebensdauer zum Abbruch verkauft. Die 14 Jahre alte Braemar Castle 1966 in Faslane-on-Clyde und die 16 Jahre alte Rhodesia Castle 1967 in Taiwan.

### Chandris

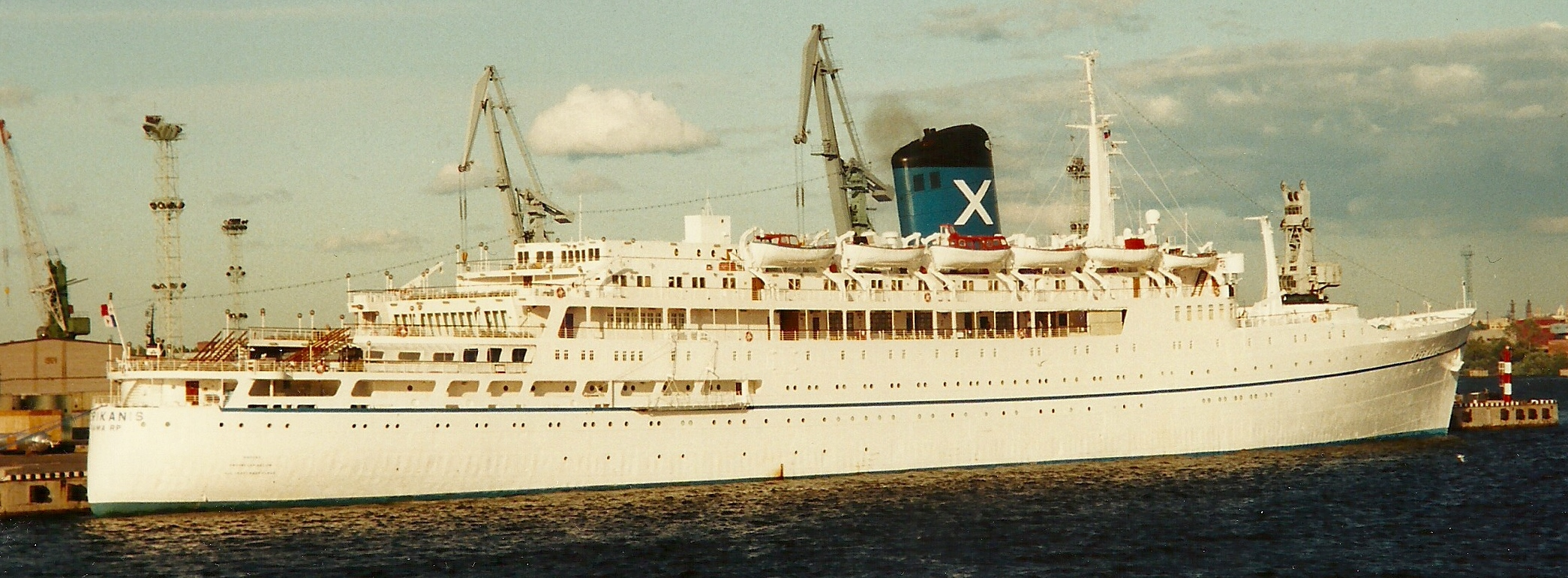
Die Amerikanis in St. Petersburg, Mai 1993

Im Juli 1967 wurde die Kenya Castle an die griechische Reederei Chandris verkauft, welche sie in Amerikanis umbenannte. Es folgte die Überführung nach Piräus und der Umbau zum Kreuzfahrtschiff. Hierbei wurden unter anderem auch die Frachträume des ehemaligen Linienschiffs zugebaut und durch zusätzliche Kabinen ersetzt. 
Am 8. August 1968 nahm die Amerikanis für Chandris den Dienst auf. Ursprünglich war ein Einsatz des Schiffes im Liniendienst zwischen Piräus und New York während der Sommermonate geplant. Dies wurde jedoch aufgrund der sinkenden Passagierzahlen durch die Konkurrenz der Fluglinien verworfen. Stattdessen war die Amerikanis fortan für Kreuzfahrten von New York zu den Bermudas in Fahrt. Im späteren Verlauf ihrer Dienstzeit folgten Reisen in die Karibik sowie nach Europa.
1980 wurde die Amerikanis für vier Jahre an die italienische Reederei Costa Crociere verchartert. Sie trug während dieser Zeit die Farben der Reederei mit den für Costa typischen gelb-blauen Schornstein und dem blauen C, behielt jedoch ihren alten Namen bei. 1984 kehrte das Schiff wieder in den Dienst für Chandris zurück.
Die Amerikanis blieb weitere 12 Jahre im Dienst, bis sie am 24. Oktober 1996 ausgemustert wurde.

### Aufliegezeit und Abbruch

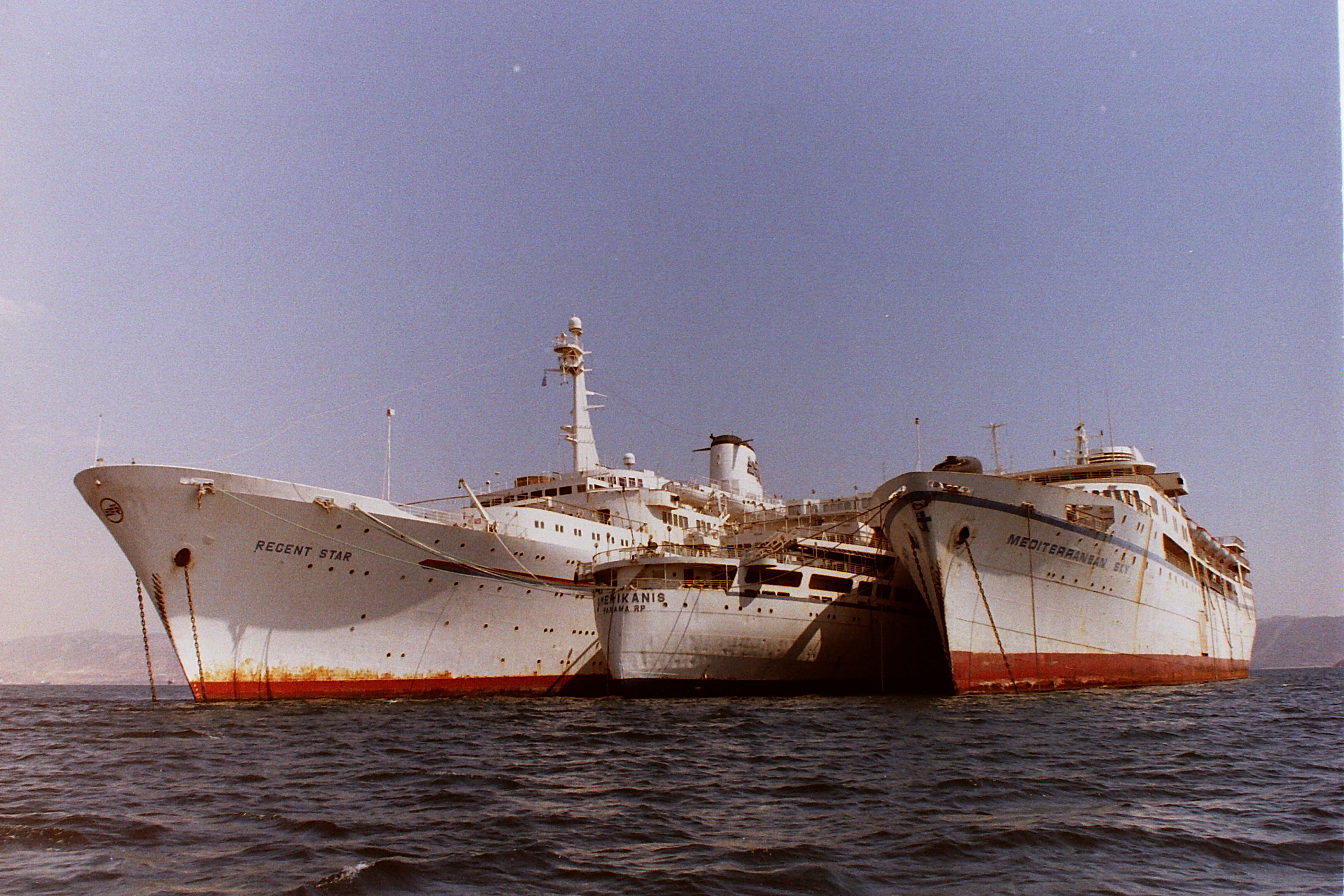
Regent Star, Amerikanis und Mediterranean Sky in Eleusis, 2000

Das Schiff kam nach Eleusis, wo es neben dem 1995 ausgemusterten Kreuzfahrtschiff Regent Star und der 1996 ausgemusterten Fähre Mediterranean Sky aufgelegt wurde.
Nach fast fünf Jahren Aufliegezeit wurde das Schiff im April 2001 zum Verschrotten ins indische Alang verkauft, wo es am 4. Juni 2001 bei den dortigen Abwrackwerften eintraf. Die Amerikanis war einer der letzten existierenden Dampfer der Union-Castle Line. Alle anderen noch existierenden Schiffe der Reederei wurden bis 2005 ebenfalls verschrottet.